# PA-30
La PA-30 o Ronda de Pamplona es una vía de circunvalación urbana de la ciudad de Pamplona y su área metropolitana, que junto con la Ronda de Pamplona oeste completa el cinturón de circunvalación de Pamplona. Tiene una longitud de 23,49 km, repartidos en un total de cinco tramos catalogados como vía desdoblada o carretera de interés general, según las características técnicas de cada uno de ellos.

## Historia
La necesidad de construir una vía de circunvalación en Pamplona germina en los años 60 del siglo XX, comenzándose a proyectar la denominada carretera de circunvalación o variante oeste de Pamplona. La vía se inaugura el 21 de junio de 1978, completando el recorrido entre Cordovilla y Berriozar, cruzando los barrios de Iturrama, Ermitagaña, San Juan y San Jorge. En la actualidad esta vía se denomina avenida de Navarra, es completamente urbana y está administrada por el Ayuntamiento de Pamplona.
Con el crecimiento de la ciudad y la comarca, las autoridades se ven obligadas a plantear un nuevo cinturón de circunvalación con el objetivo de descongestionar y ordenar el tráfico de la zona. Así, el 28 de abril de 1991, se abría al tráfico un nuevo conglomerado de vías que cumplían esta función. Todas ellas se inauguraron a la vez y comprendían los siguientes tramos de carretera:
- A-15  Ronda de Pamplona Oeste. Se proyectó y construyó con categoría de autopista, de tal manera que, al margen de constituir parte del cinturón de Pamplona, sirvió para completar la Autopista de Navarra (Tudela-Irurzun).
- NA-32  Ronda este. La vía se iniciaba en el nudo de enlace con la A-15 en las inmediaciones del polígono industrial Talluntxe, en torno al límite municipal entre Tajonar y Noáin. A continuación, transcurría por el este de la comarca, en dirección norte, hasta enlazar con la NA-30 y la N-135 en Olloki.
- NA-30  Ronda norte. Desde el enlace con su "hermana" la NA-32, esta vía se dirigía en dirección oeste hacia el municipio de Arre, donde enlazaba con la carretera N-121-A a las puertas del casco urbano. A continuación, penetraba de nuevo en la cuenca de Pamplona hacia Villava, acompañando al río Ulzama, siguiendo el antiguo recorrido de la N-121 (actual NA-2517). Entonces, recorría de este a oeste las faldas del monte Ezkaba hasta Berriozar, donde toma dirección suroeste hacia el actual barrio de Buztintxuri, luego hacia Orcoyen, atravesando finalmente el polígono industrial de Landaben hasta enlazarse con la A-15, completando así el cinturón. Este último tramo de Landaben es el único que en la actualidad preserva la nomenclatura original.

Desde su inauguración, la ronda ha sufrido numerosas modificaciones. El 29 de enero del 2003 se abre al tráfico la variante de Orcoyen y el 4 de octubre de 2004 el Boletín Oficial de Navarra publica la Orden Foral que modifica la denominación de estas vías, constituyendose la PA-30 como una única vía con la denominación Ronda de Pamplona. La A-15 mantiene su estatus. Poco después, el 28 de enero de 2005, el presidente del Gobierno de Navarra inaugura los Túneles de Ezcaba, de tal manera que la carretera que une Arre con Villava (actual NA-2517) y la variante de Villava (actual avenida de Pamplona) dejan de formar parte de la ronda, mientras que la variante de Arre, en aquel momento parte de la N-121-A, pasa a formar parte de la PA-30.
En el año 2022 el Gobierno de Navarra ejecuta las obras de desdoblamiento del tramo 6, incorporándolo al tramo 5 (variante de Orcoyen) y actualizando el Catálogo de Carreteras. De esta manera, en la actualidad la PA-30 está constituida por 5 tramos, dos de ellos como carretera convencional, y 3 de ellos como vía desdoblada.

## Tramos de Circunvalación de Pamplona
El cinturón de circunvalación de Pamplona consta de los siguientes tramos:
| Id.   | Inicio                       | Fin                              | Tipo de vía                                   | Longitud | Vía                                        | Estado      |
| ----- | ---------------------------- | -------------------------------- | --------------------------------------------- | -------- | ------------------------------------------ | ----------- |
| PA-30 | PA-31 Tajonar, Noáin         | N-135 Olloki                     | Vía desdoblada con características de autovía | 9,31 km  | Ronda este                                 | En servicio |
| PA-30 | N-135 Olloki                 | N-121-A Ezcabarte                | Carretera de interés general                  | 3,25 km  | Ronda norte Variante de Arre               | En servicio |
| PA-30 | N-121-A Ezcabarte            | PA-34 Buztintxuri (Pamplona)     | Vía desdoblada                                | 6,86 km  | Ronda norte                                | En servicio |
| PA-30 | PA-34 Buztintxuri (Pamplona) | NA-30 Orcoyen                    | Carretera de interés general                  | 1,80 km  | Ronda norte                                | En servicio |
| PA-30 | NA-30 Orcoyen                | Nudo A-15 y NA-700               | Vía desdoblada                                | 2,27 km  | Variante de Orcoyen y carretera de Echauri | En servicio |
| A-15  | PA-34 AP-15 Berrioplano      | PA-30 PA-31 AP-15 Tajonar, Noáin | Autopista                                     | 13,07 km | Ronda Oeste                                | En servicio |

### Carreteras de acceso
| Vía   | Denominación                      | Inicio                                | Fin                         | Longitud |
| ----- | --------------------------------- | ------------------------------------- | --------------------------- | -------- |
| PA-31 | Accesos Pamplona sur-Aeropuerto   | Límite Pamplona-Cordovilla            | Noáin                       | 3,59 km  |
| PA-32 | Acceso Pamplona sureste           | Rotonda Polígono Mutilva              | PA-31                       | 0,53 km  |
| PA-33 | Acceso Pamplona este              | Rotonda Mendillorri                   | Rotonda Areta               | 0,87 km  |
| PA-34 | Acceso Pamplona oeste             | PK 19,16 PA-30 (Pamplona-Buztintxuri) | PK 6,07 N-240-A (Aizoáin)   | 2,69 km  |
| PA-35 | Acceso Túneles de Ezkaba zona sur | PK 13,88 PA-30                        | Rotonda de acceso a Burlada | 0,26 km  |
| PA-36 | Acceso Polígono Comarca II        | PK 3,43 NA-6001 (Galar)               | Polígono Comarca II         | 0,48 km  |
| NA-30 | Acceso Landaben                   | PK 81,31 A-15                         | PK 21,22 PA-30              | 2,66 km  |

## Esquema de la vía
| Tramo 1 (vía desdoblada) | Tramo 1 (vía desdoblada) | Tramo 1 (vía desdoblada)                                        | Tramo 1 (vía desdoblada) |
| Salida                   | PK                       | Enlace (dirección ascendente)                                   | Enlace (dirección descendente) |
| ------------------------ | ------------------------ | --------------------------------------------------------------- | --- |
|                          | 0                        | Inicio de tramo                                                 | Inicio de tramo |
|                          | 0                        | Inicio de la vía                                                | PA-31 Noáin Noáin-Esquíroz Aeropuerto AP-15 Tudela - Zaragoza - Madrid A-15 N-121 A-21 Tudela - Zaragoza - Madrid - Jaca - Huesca |
|                          | 0,4                      | PA-31 Pamplona A-15 Logroño - Vitoria - San Sebastián - Francia | PA-31 Pamplona A-15 Logroño - Vitoria - San Sebastián - Francia                                                                   |
| 1A                       | 1                        | Berroa CD Osasuna Osasuna                                       | |
| 1B                       | 1,6                      | NA-2310 Pamplona - Tajonar Mutilva                              | NA-2310 Pamplona - Tajonar Mutilva                                                                                                |
| 2                        | 2,9                      | Mutilva Baja - Mutilva Alta                                     | Mutilva Baja - Mutilva Alta |
| 4                        | 4,5                      | NA-2303 Badostáin - Pamplona Mendillorri                        | NA-2303 Badostáin - Pamplona Mendillorri                                                                                          |
| 5                        | 5,6                      | PA-33 Pamplona - Sarriguren - Burlada - Villava Areta           | PA-33 Pamplona - Sarriguren |
| 6                        | 6                        | NA-2310 Sarriguren norte - Aranguren                            | NA-2300 Burlada - Huarte Areta NA-2310 Aranguren                                                                                  |
| 7                        | 6,9                      | Vía de servicio Olaz - Sarriguren norte Área comercial          | |
| s/n                      | 7,1                      | Gorraiz                                                         | |
|                          | 8                        | NA-150 Aoiz - Lumbier NA-8107 Gorraiz - Olaz                    | NA-150 Aoiz - Lumbier NA-8107 Gorraiz - Olaz                                                                                      |
|                          | 8,5                      | Área comercial Euskal-Jai                                       | Área comercial Euskal-Jai |
|                          | 8,8                      | NA-2517 Huarte                                                  | NA-2517 Huarte |
|                          | 9                        | Vía de servicio Olloki                                          | Vía de servicio Olloki |
|                          | 9,2                      | Vía de servicio Olloki                                          | Vía de servicio Olloki |
|                          | 9,3                      | Fin de tramo                                                    | Fin de tramo |

| Tramo 2 (carretera de interés general) | Tramo 2 (carretera de interés general) | Tramo 2 (carretera de interés general)                    | Tramo 2 (carretera de interés general)                    |
| Salida                                 | PK                                     | Enlace (dirección ascendente)                             | Enlace (dirección descendente)                            |
| -------------------------------------- | -------------------------------------- | --------------------------------------------------------- | --------------------------------------------------------- |
|                                        | 9,3                                    | Inicio de tramo                                           | Inicio de tramo                                           |
|                                        | 9,3                                    | N-135 Zubiri - Roncesvalles - Francia                     | N-135 Zubiri - Roncesvalles - Francia                     |
|                                        | 11,3                                   | NA-2517 Arre - Villava                                    | NA-2517 Arre - Villava                                    |
|                                        | 12,7                                   | Arre N-121-A Oronoz-Mugaire - Irún - Francia NA-4251 Azoz | Arre N-121-A Oronoz-Mugaire - Irún - Francia NA-4251 Azoz |
|                                        | 13                                     | Fin de tramo                                              | Fin de tramo                                              |

| Tramo 3 (vía desdoblada) | Tramo 3 (vía desdoblada) | Tramo 3 (vía desdoblada)                                                    | Tramo 3 (vía desdoblada)                                                    |
| Salida                   | PK                       | Enlace (dirección ascendente)                                               | Enlace (dirección descendente)                                              |
| ------------------------ | ------------------------ | --------------------------------------------------------------------------- | --------------------------------------------------------------------------- |
|                          | 13                       | Inicio de tramo                                                             | Inicio de tramo                                                             |
|                          | 13-13,7                  | Túnel de Ezcaba                                                             | Túnel de Ezcaba                                                             |
|                          | 13,9                     | PA-35 Pamplona - Burlada - Villava                                          | PA-35 Pamplona - Burlada - Villava                                          |
|                          | 14,5                     | Pamplona Chantrea                                                           | Pamplona Chantrea                                                           |
|                          | 15,5                     | Ansoáin                                                                     | Ansoáin                                                                     |
|                          | 16,2                     | Pamplona Rochapea - Ansoáin NA-4244 Ansoáin Casco Antiguo                   | Pamplona Rochapea - Ansoáin NA-4244 Ansoáin Casco Antiguo                   |
|                          | 17                       | Pamplona Rochapea - Artica GR-225                                           | Pamplona Rochapea - Artica GR-225                                           |
|                          | 18                       | Berriozar Artiberri - Artica Nuevo Artica Plazaola Artiberri                | Berriozar Artiberri - Artica Nuevo Artica Plazaola Artiberri                |
|                          | 18,3                     | Pamplona - Berriozar                                                        | Pamplona - Berriozar                                                        |
|                          | 18,3                     | PA-34 Vitoria - San Sebastián - Francia Vía de servicio Comercial deportivo |                                                                             |
|                          | 18,7                     | Área comercial Comarca I Mercairuña PA-34 Vitoria - San Sebastián - Francia | Área comercial Comarca I Mercairuña PA-34 Vitoria - San Sebastián - Francia |
|                          | 19                       | Pamplona San Jorge Buztintxuri                                              | Pamplona San Jorge Buztintxuri                                              |
|                          | 19                       | Fin de tramo                                                                | Fin de tramo                                                                |

| Tramo 4 (carretera de interés general) | Tramo 4 (carretera de interés general) | Tramo 4 (carretera de interés general)    | Tramo 4 (carretera de interés general)    |
| Salida                                 | PK                                     | Enlace (dirección ascendente)             | Enlace (dirección descendente)            |
| -------------------------------------- | -------------------------------------- | ----------------------------------------- | ----------------------------------------- |
|                                        | 19                                     | Inicio de tramo                           | Inicio de tramo                           |
|                                        | 20,7                                   | Orcoyen - Pamplona San Jorge Comarca I    | Orcoyen - Pamplona San Jorge Comarca I    |
|                                        | 21,3                                   | NA-30 Zaragoza - Logroño Landaben Fábrica | NA-30 Zaragoza - Logroño Landaben Fábrica |
|                                        | 21,3                                   | Fin de tramo                              | Fin de tramo                              |

| Tramo 5 (vía desdoblada) | Tramo 5 (vía desdoblada) | Tramo 5 (vía desdoblada)                                   | Tramo 5 (vía desdoblada)                                   |
| Salida                   | PK                       | Enlace (dirección ascendente)                              | Enlace (dirección descendente)                             |
| ------------------------ | ------------------------ | ---------------------------------------------------------- | ---------------------------------------------------------- |
|                          | 21,3                     | Inicio de tramo                                            | Inicio de tramo                                            |
|                          | 21,9                     | Arazuri-Orcoyen Ipertegui I/II                             | Arazuri-Orcoyen Ipertegui I/II                             |
|                          | 22,9                     | Orcoyen Arazuri-Orcoyen                                    | Orcoyen Arazuri-Orcoyen                                    |
|                          | 23,4                     | A-15 Vitoria - San Sebastián                               | A-15 Vitoria - San Sebastián                               |
|                          | 23,49                    | NA-700 Arazuri - Ororbia - Estella A-15 Logroño - Zaragoza | NA-700 Arazuri - Ororbia - Estella A-15 Logroño - Zaragoza |
|                          | 23,49                    | Fin de la vía                                              | Fin de la vía                                              |